# George William Gordon

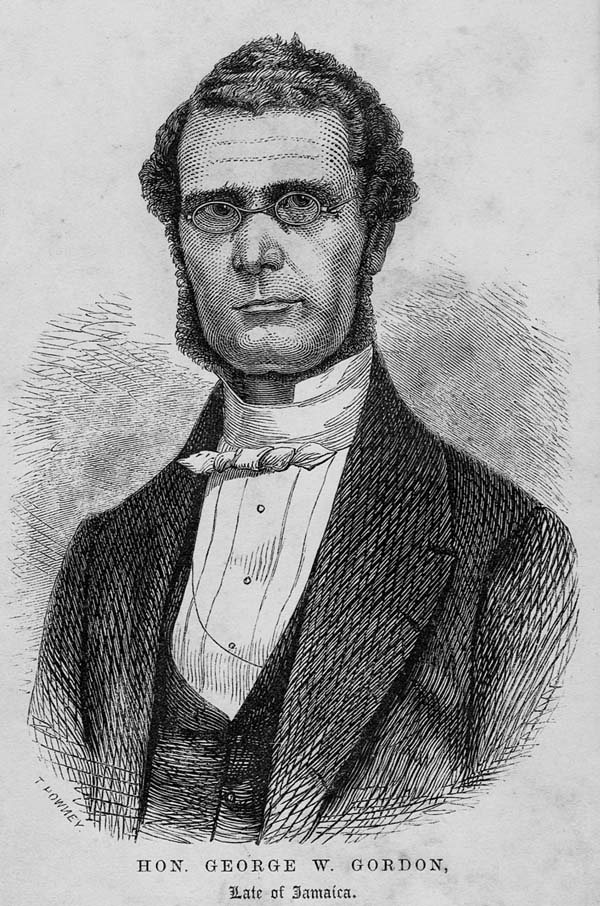
Porträt George William Gordons (publiziert 1867)

George William Gordon (* um 1820 auf Jamaika; † 23. Oktober 1865 in Morant Bay) war ein ehemaliger Sklave und späterer Politiker, der am Morant-Bay-Aufstand beteiligt war. Er wird heute als Nationalheld Jamaikas verehrt.

## Leben
Gordon wurde als Sklave geboren, erlangte 1838, als die englischen Kolonialherren die Sklaverei offiziell abschafften, seine Freiheit und wurde Landbesitzer und Geschäftsmann auf Jamaika. Gordon war Mitglied der Nationalversammlung Jamaikas und fiel dort durch Kritik an der Kolonialpolitik Großbritanniens auf. Er unterhielt Kontakte zu kolonialkritischen, evangelischen Kirchenkreisen im britischen Mutterland und gründete eine Baptisten-Kirche.
Die Sklaverei war zwar abgeschafft worden, den ehemaligen Sklaven wurden aber nach wie vor bürgerliche Rechte vorenthalten, ihre Lebensbedingungen waren auch in den 1860ern noch katastrophal, da sich der meiste Besitz fest in der Hand der kolonialen Europäer befand. Hinzu kam eine zweijährige Dürre, die die ohnehin miserablen Bedingungen weiter verschlimmerte. Die Trostlosigkeit gipfelte im Morant-Bay-Aufstand unter der Führung von Gordons Mitstreiter Paul Bogle. Gordon war nicht direkt an den Gewalttaten beteiligt, galt vielen Weißen jedoch aufgrund seines Kampfes für menschenwürdige Lebensbedingungen der Schwarzen als deren geistiger Urheber. Der Morant-Bay-Aufstand wurde und wird in Jamaika deshalb zuweilen auch als „Gordon Riot“ bezeichnet. Gordon versuchte während des Aufstands, seinen politischen Einfluss zu nutzen, um eine friedliche Lösung zu erreichen, und die Kolonialverwaltung zu einem Entgegenkommen zu bewegen, um mittelfristig die Situation der ehemaligen Sklaven zu verbessern.
Nachdem Gouverneur Edward John Eyre den Aufstand hatte blutig niedergeschlagen lassen, ließ er Gordon in Kingston, wo das von Eyre ausgerufene Kriegsrecht nicht galt, inhaftieren und nach Morant Bay bringen. Dort wurde er von einem Standgericht zum Tod verurteilt und zwei Tage später, am 23. Oktober 1865 erhängt.

## Nachleben
Gordons Exekution führte zu einem Aufschrei der Liberalen Europas, vor allem John Stuart Mill engagierte sich in diesem Fall und versuchte, den Gouverneur Eyre strafrechtlich zu belangen.
Gordon gilt als einer der Vordenker des jamaikanischen Nationalismus, 1965 wurde er gemeinsam mit Bogle in einer feierlichen Zeremonie in Morant Bay zum Nationalhelden Jamaikas erklärt. Roger Mais verarbeitete die historische Figur literarisch in seinem Drama George William Gordon, in welchem er Parallelen zu Jesus zieht.